# Mindhalálig blues
A Mindhalálig blues Deák Bill Gyula bluesénekes második nagylemeze. Érdekesség, hogy az 5. szám címét a 2001-es CD kiadáson elírták. I.M.R.B. helyett I.N.R.B szerepel a kiadvány borítóján. Ezt a hibát a CD későbbi újragyártásai során sem javították, sőt, a digitális zenei platformokon is hibásan szerepel a dal címe. Az 1986-os eredeti vinyl LP lemez és kazetta kiadáson helyesen van feltüntetve, mind a hanghordozó címkéjén, mind pedig a borítókon.

## Számlista
| 1.    | Transit Blues I. (Budapest - Rotterdam)              | 4:22 |
| 2.    | Ne fordulj el                                        | 4:17 |
| 3.    | Válaszolni kell                                      | 4:26 |
| 4.    | Tudod, minden blues                                  | 4:50 |
| 5.    | I.M.R.B. (In Memoriam Radics Béla)                   | 1:15 |
| 6.    | Mindhalálig holnap (Emlékek a magyar rock 20 évéből) | 4:20 |
| 7.    | Tied minden dal                                      | 3:03 |
| 8.    | Kérlek anyám, ne ölj meg engem                       | 6:02 |
| 9.    | Transit Blues II. (Rotterdam - Budapest)             | 3:55 |
| 10.   | Mindhalálig blues                                    | 5:25 |
| 40:35 |                                                      |      |

## Közreműködők
- Deák Bill Gyula – ének
- Balázs Ferenc
- Csuha Lajos
- Makrai Pál
- Nagy Anikó
- Muck Ferenc
- Sárközi Gergely
- Sz. Nagy Ildikó
- Tolcsvay László
- Kormorán: Gál Péter, Jenei Szilveszter, Herrer Pál, Koltay Gergely, Margit József, Nemayer László[1]

## Külső hivatkozások
- Hivatalos oldal